# Colonia Filadelfia
Colonia Filadelfia är en ort i Mexiko.   Den ligger i kommunen Tlapa de Comonfort och delstaten Guerrero, i den sydöstra delen av landet, 210 km söder om huvudstaden Mexico City. Colonia Filadelfia ligger 1 132 meter över havet och antalet invånare är 303.
Terrängen runt Colonia Filadelfia är huvudsakligen kuperad. Colonia Filadelfia ligger nere i en dal. Runt Colonia Filadelfia är det ganska tätbefolkat, med 108 invånare per kvadratkilometer. Närmaste större samhälle är Tlapa de Comonfort, 4,6 km sydväst om Colonia Filadelfia. I omgivningarna runt Colonia Filadelfia växer huvudsakligen savannskog.